# Paul D'Amour
Paul D'Amour (Spokane, 8 giugno 1968) è un bassista statunitense.

## Carriera
Fu introdotto nei Tool grazie ad Adam Jones nel periodo in cui studiava a Los Angeles per l'industria cinematografica. Non suonava da un po' e stava pensando di abbandonare tutto. Era sempre infuriato, e la musica dei Tool faceva perfettamente al caso suo.
Paul suonava la chitarra nei Replicants, una cover band che includeva membri dei Failure, ed eseguivano brani di chiunque, dai Missing Persons ai T. Rex, ed hanno un disco pubblicato per l'etichetta Zoo.
Paul lasciò i Tool nel 1995 per l'evoluzione delle sonorità della band, che avrebbero poi dato vita al loro secondo album Ænima.
Formò una band, i Lusk, che pubblicò un album intitolato Free Mars.
Dal 2019 entra a far parte come bassista nel gruppo industrial metal dei Ministry.